# Crozier Strait
Die Crozier Strait ist eine Meerenge in Nunavut, Kanada und trennt die zu den Königin-Elisabeth-Inseln (und damit zum kanadisch-arktischen Archipel) gehörenden Inseln Bathurst Island und Little Cornwallis Island. Im Norden mündet sie in den Queens Channel, und an der Südküste von Little Cornwallis Island vereinigt sie sich mit der Pullen Strait zum McDougall-Sund. Innerhalb der Crozier Strait liegen drei kleine Inseln, darunter Milne Island. An der breitesten Stelle ist sie 26,5 Kilometer und an der kürzesten Stelle 8,6 Kilometer breit. Die Länge beträgt 32 Kilometer.